# 山崎亮平
山崎亮平（1989年3月27日—），日本足球運動員，現效力於日乙球队长崎成功丸，司職前鋒。

## 生涯
山崎亮平在高中毕业后于2007年加盟磐田喜悦，并于2012年接过了传奇前锋中山雅史留下的9号球衣。2015年转会新潟天鹅，并于2018年加盟柏雷素尔。
其实在青少年时期，山崎亮平曾经是日本各级别国家队的成员。在2008年U19亚锦赛预选赛，山崎亮平5战5球帮助日本队进入决赛圈。同年的卡塔尔国际青年赛，他又拿到了金靴帮助日本队夺冠。2008年奥运会前，年仅19岁的山崎亮平甚至被反町康治越级招入日本国奥，可惜最后没能入选前往北京奥运会的名单。
不过山崎亮平在那一时段却伤病不断，他从2008年至2012年间三次骨折受伤，最后一次骨折受伤则是在伦敦奥运会的预选赛中。
在日职联赛中，山崎亮平没有特别出色的成绩，作为前锋他单赛季进球纪录只有39场8球，那还是在磐田2014年征战日乙时取得的。在日职联赛中，他单赛季最多只有5球。最近两年在柏雷素尔，他在联赛中一共只出战过19场（2018年日职共17战，2019年日乙共2场）没有进球。唯一一次代表球队破门的比赛，还是2018年的日本联赛杯。
然而，上个赛季仅出场2次，对于柏队重回日职虽然没有什么贡献。

## 國家隊生涯
2010年广州亚运会首战，他开场11分钟接永井谦佑的传球，反越位打进一球，帮助日本队3比0大胜中国。

## 個人生活
7月1日，柏雷素尔在官网发布消息称，本队身披11号球衣的前锋山崎亮平与模特安藤やよい于6月底结婚。他和安藤已经交往了很长一段时间，最终两人在6月27日结婚，并且各自在社交媒体进行了公布。

## 獎項

### 日本U-23
- 亞洲運動會：2010年

## 外部連結
- Profile at Albirex Niigata （页面存档备份，存于）
- Profile at Júbilo Iwata （页面存档备份，存于） （日語）
- 日本職業足球聯賽中的山崎亮平 （日語）
- Ryohei Yamazaki （页面存档备份，存于） at Yahoo! Japan sports （日語）